# Анджелія Арбутіна
Анджелія Арбутіна (29 березня 1967) — югославська баскетболістка.
Срібна призерка Олімпійських Ігор 1988 року.
Переможниця літньої універсіади 1987 року.
Срібна призерка Чемпіонату світу 1990 року.
Срібна призерка Чемпіонату Європи 1987, 1991 років.